# Clásica de Almería 2014
La XXIXº edición de la Clásica de Almería se disputó el domingo 2 de marzo de 2014, por un circuito por la provincia de Almería con inicio en Almería y final en Roquetas de Mar, sobre un trazado de 178 km
La prueba perteneció al UCI Europe Tour 2013-2014 de los Circuitos Continentales UCI, dentro de la categoría 1.1 aunque inicialmente estaba inscrita como 1.HC (máxima categoría de estos circuitos).
Participaron 12 equipos. El único equipo español de categoría UCI ProTeam (Movistar Team); y el único de categoría Profesional Continental (Caja Rural); los 2 de categoría Continental (Euskadi y Burgos-BH); y la Selección de España élite y sub-23. En cuanto a la representación extranjera, estuvieron 8 equipos: los Profesionales Continentales del Cofidis, Solutions Crédits, Team NetApp-Endura y CCC Polsat Polkowice; y los continentales del ActiveJet Team, Team Ecuador, Efapel-Glassdrive  y Louletano-Dunas Douradas. Debido a esa inclusión de equipos de categoría Continental para asegurar la presencia de 5 equipos extranjeros la carrera bajó de categoría.
El ganador final fue Sam Bennett tras ganar en el sprint a Juan José Lobato y Davide Vigano, respectivamente en un reducido grupo de 17 corredores.
En las clasificaciones secundarias se impusieron Miguel Minguez (montaña), Raúl Alarcón (sprint intermedios), Movistar (equipos) y Byron Guamá (combatividad).

## Clasificación final
| \| Posición \| Ciclista \| Equipo \| Tiempo \| \| -------- \| ------------------- \| -------------------------- \| --------------- \| \| 1.º \| Sam Bennett \| NetApp-Endura \| 4 h 21 min 33 s \| \| 2.º \| Juan José Lobato \| Movistar \| m.t. \| \| 3.º \| Davide Vigano \| Caja Rural-Seguros RGA \| m.t. \| \| 4.º \| Fran Ventoso \| Movistar \| m.t. \| \| 5.º \| Stéphane Poulhiès \| Cofidis, Solutions Crédits \| m.t. \| \| 6.º \| José Joaquín Rojas \| Movistar \| m.t. \| \| 7.º \| Bartłomiej Matysiak \| CCC Polsat Polkowice \| m.t. \| \| 8.º \| Luis Ángel Maté \| Cofidis, Solutions Crédits \| m.t. \| \| 9.º \| Tiago Machado \| NetApp-Endura \| m.t. \| \| 10.º \| Davide Rebellin \| CCC Polsat Polkowice \| m.t. \| |                     |                            |                 |
| Posición | Ciclista            | Equipo                     | Tiempo          |
| 1.º | Sam Bennett         | NetApp-Endura              | 4 h 21 min 33 s |
| 2.º | Juan José Lobato    | Movistar                   | m.t.            |
| 3.º | Davide Vigano       | Caja Rural-Seguros RGA     | m.t.            |
| 4.º | Fran Ventoso        | Movistar                   | m.t.            |
| 5.º | Stéphane Poulhiès   | Cofidis, Solutions Crédits | m.t.            |
| 6.º | José Joaquín Rojas  | Movistar                   | m.t.            |
| 7.º | Bartłomiej Matysiak | CCC Polsat Polkowice       | m.t.            |
| 8.º | Luis Ángel Maté     | Cofidis, Solutions Crédits | m.t.            |
| 9.º | Tiago Machado       | NetApp-Endura              | m.t.            |
| 10.º | Davide Rebellin     | CCC Polsat Polkowice       | m.t.            |